# Michael McFadden
Michael McFadden (ur. 14 maja 1936 w Bulawayo) – rodezyjski żeglarz sportowy, olimpijczyk.
Wystąpił na Letnich Igrzyskach Olimpijskich 1964 w klasie Finn, jako reprezentant Rodezji Południowej (późniejsze Zimbabwe). W końcowej klasyfikacji zajął 17. miejsce wśród 33 startujących żeglarzy. W klasyfikacji poszczególnych wyścigów, najwyższą lokatę osiągnął podczas tego otwierającego zawody – dopłynął na szóstym miejscu. 